# Massacre d'Orador de Glana

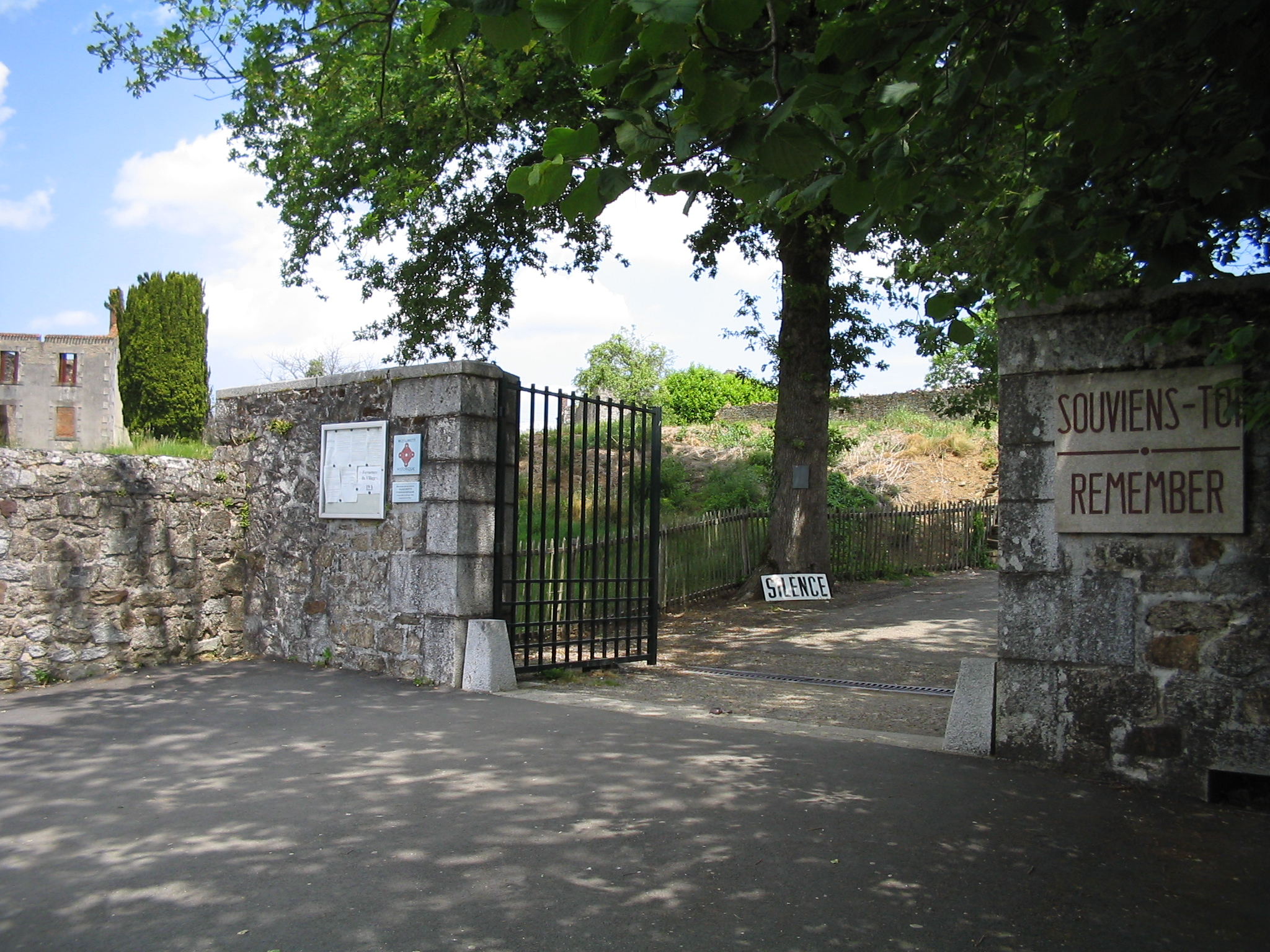
Entrada a la vila màrtir

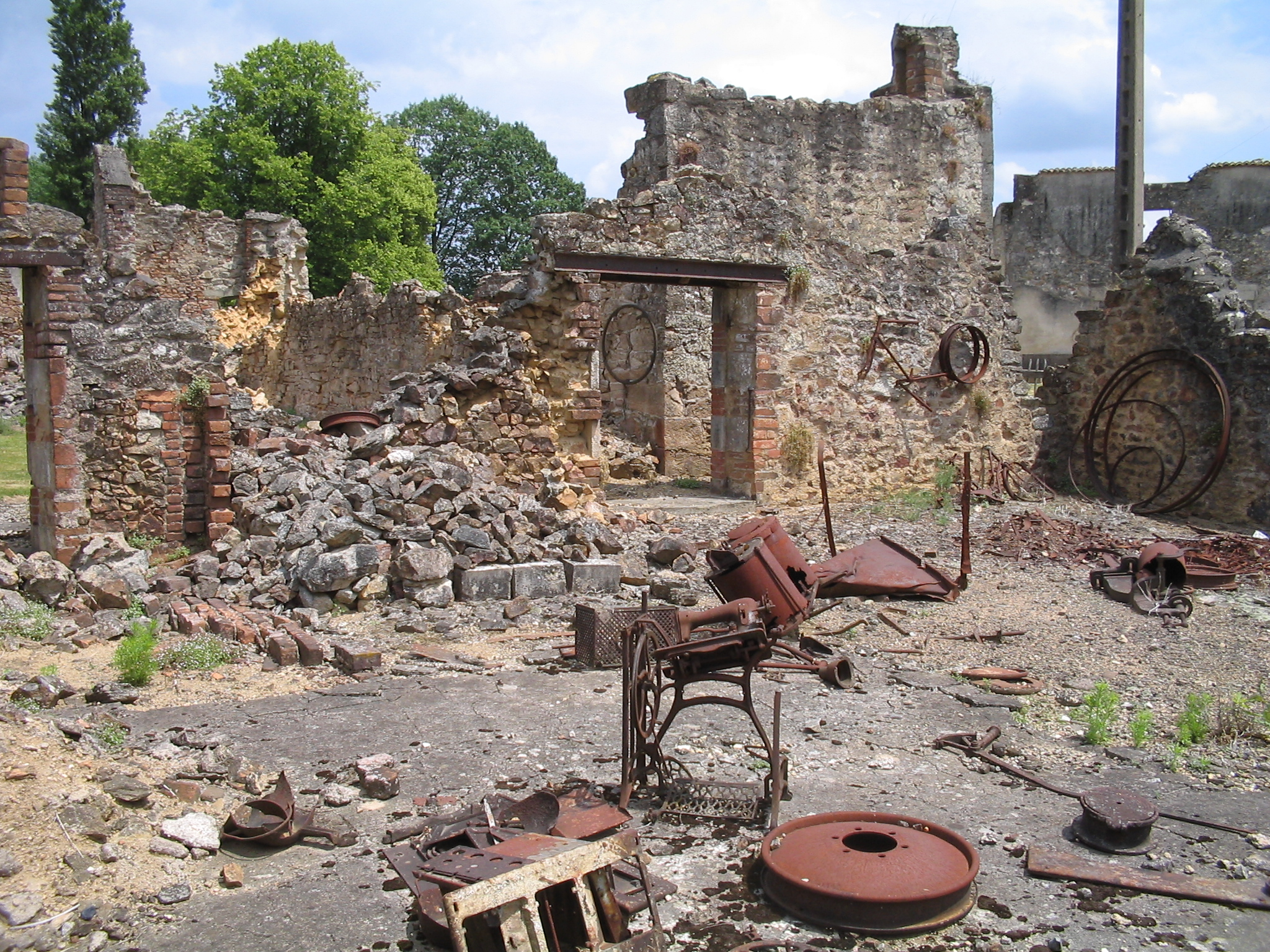
Orador de Glana ha estat conservada tal qual

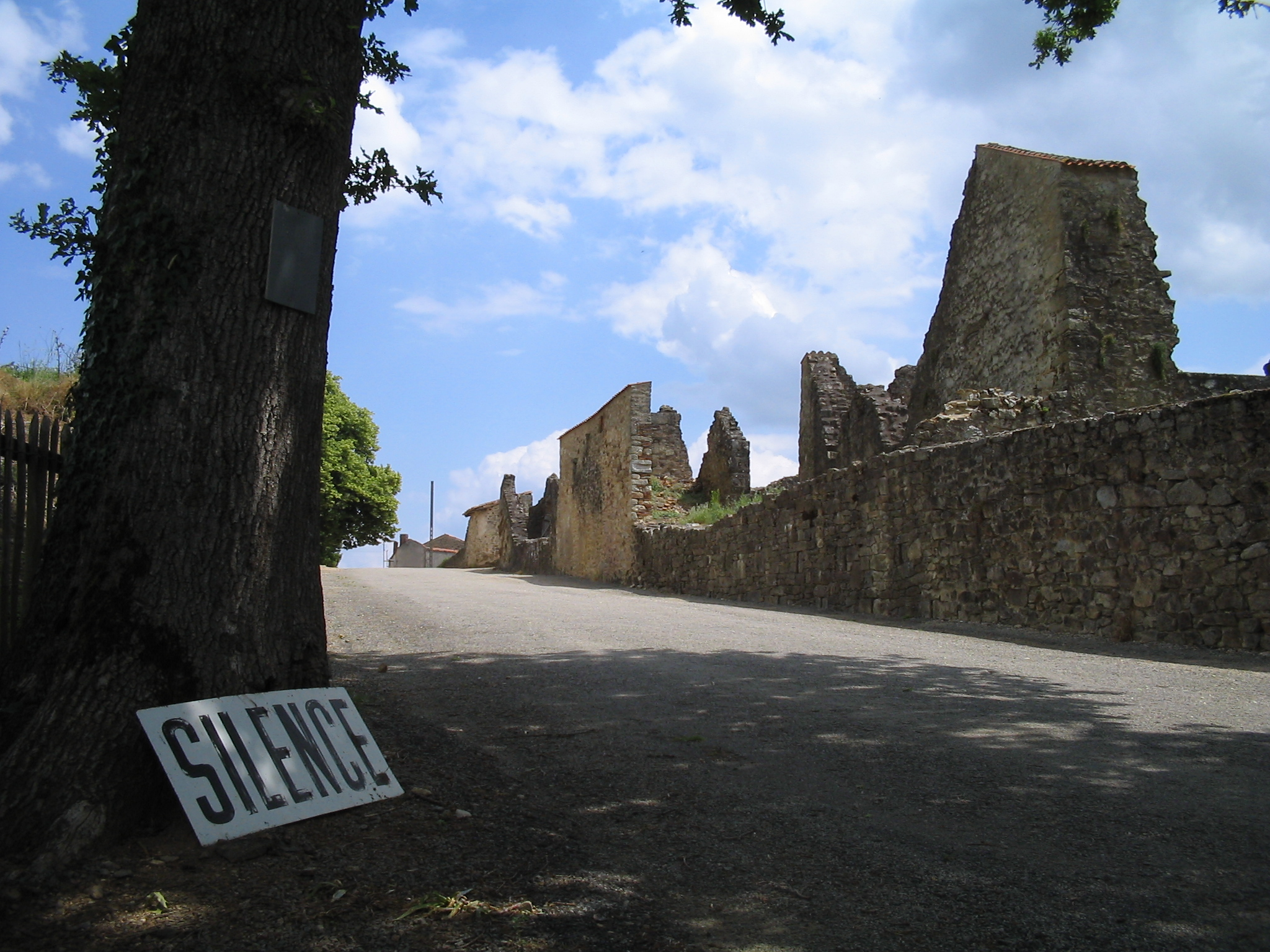
Una de las entrades a Orador

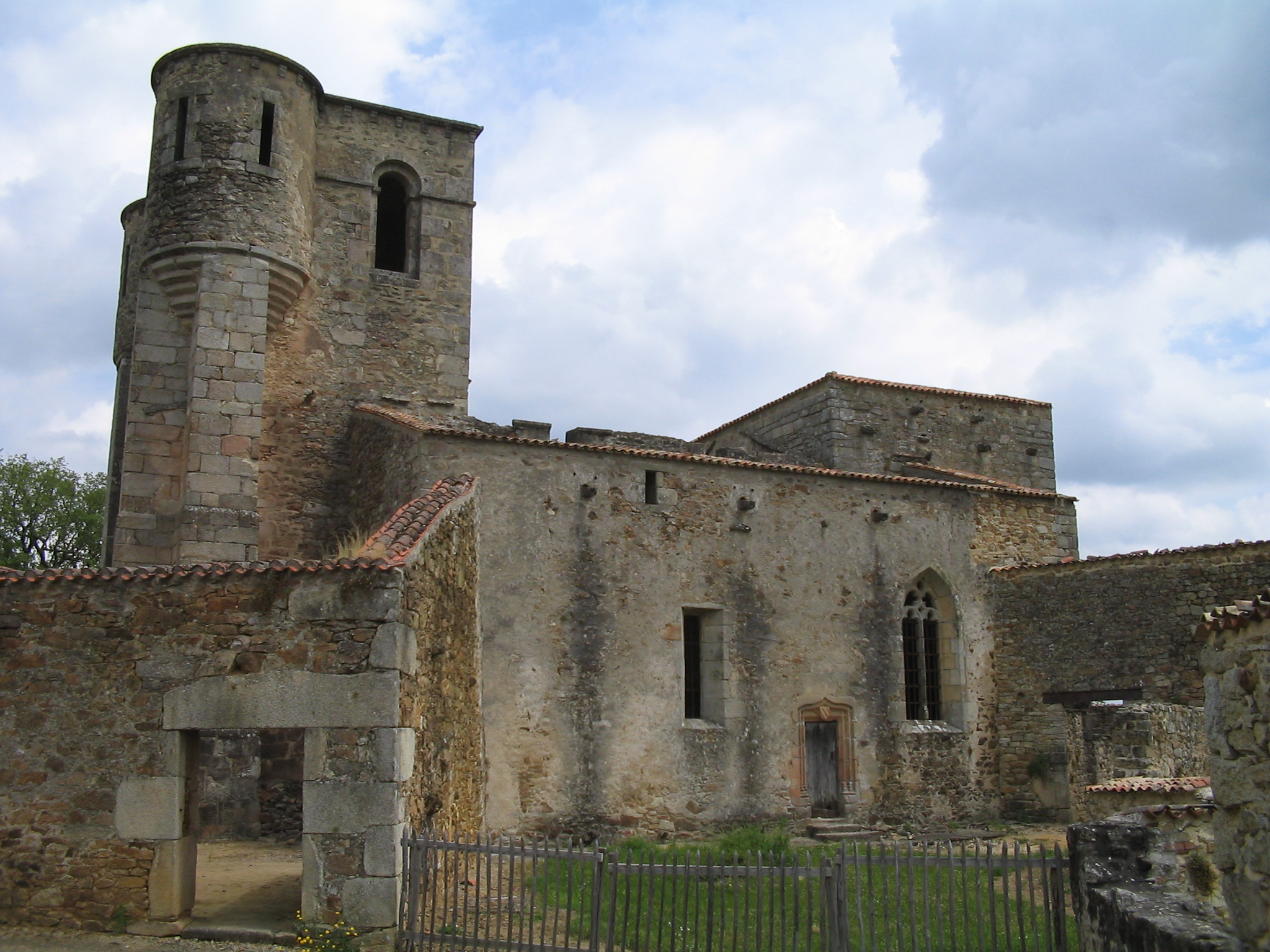
L'església on foren cremats dones i nens

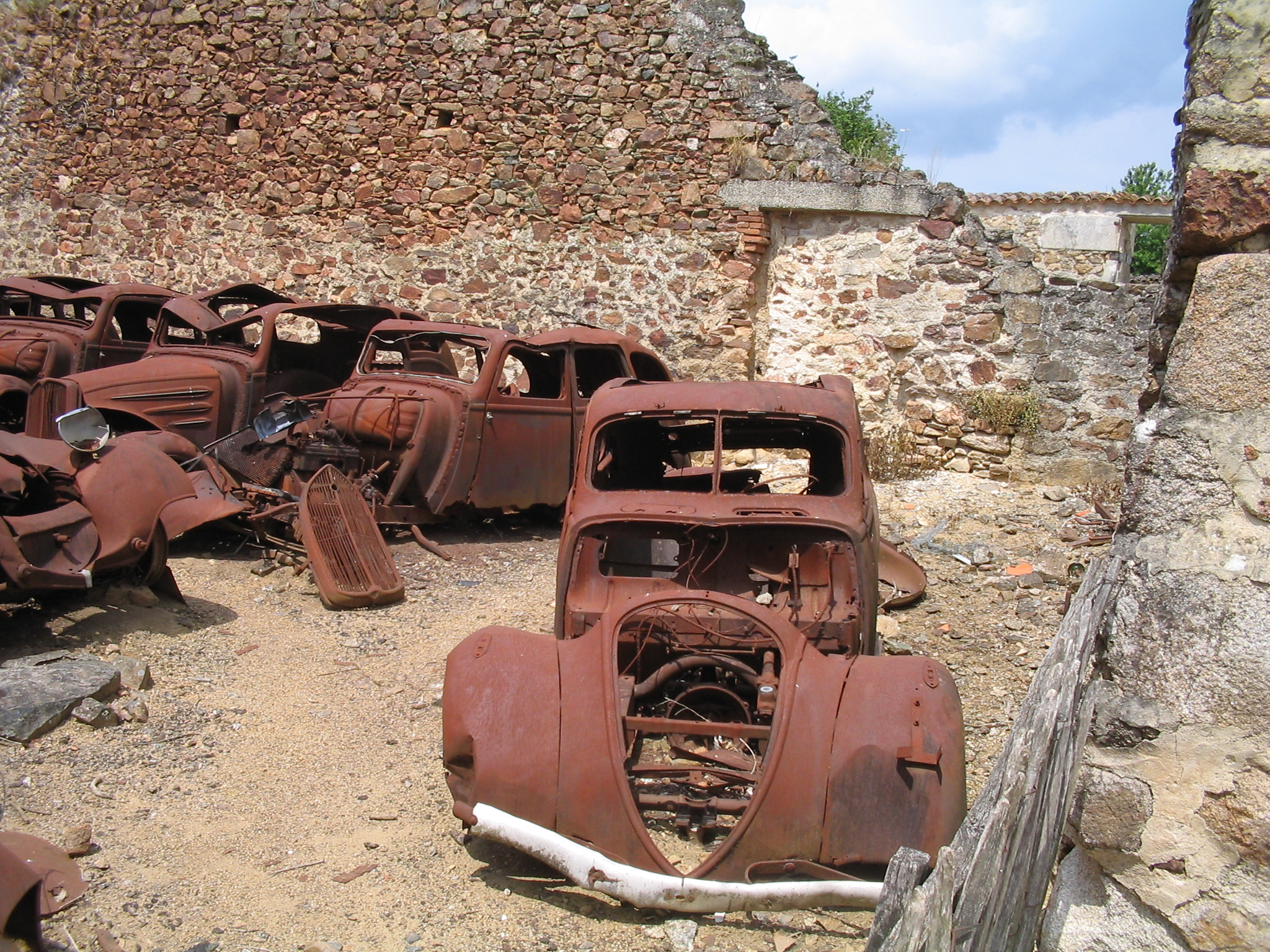
Vehicles incendiats

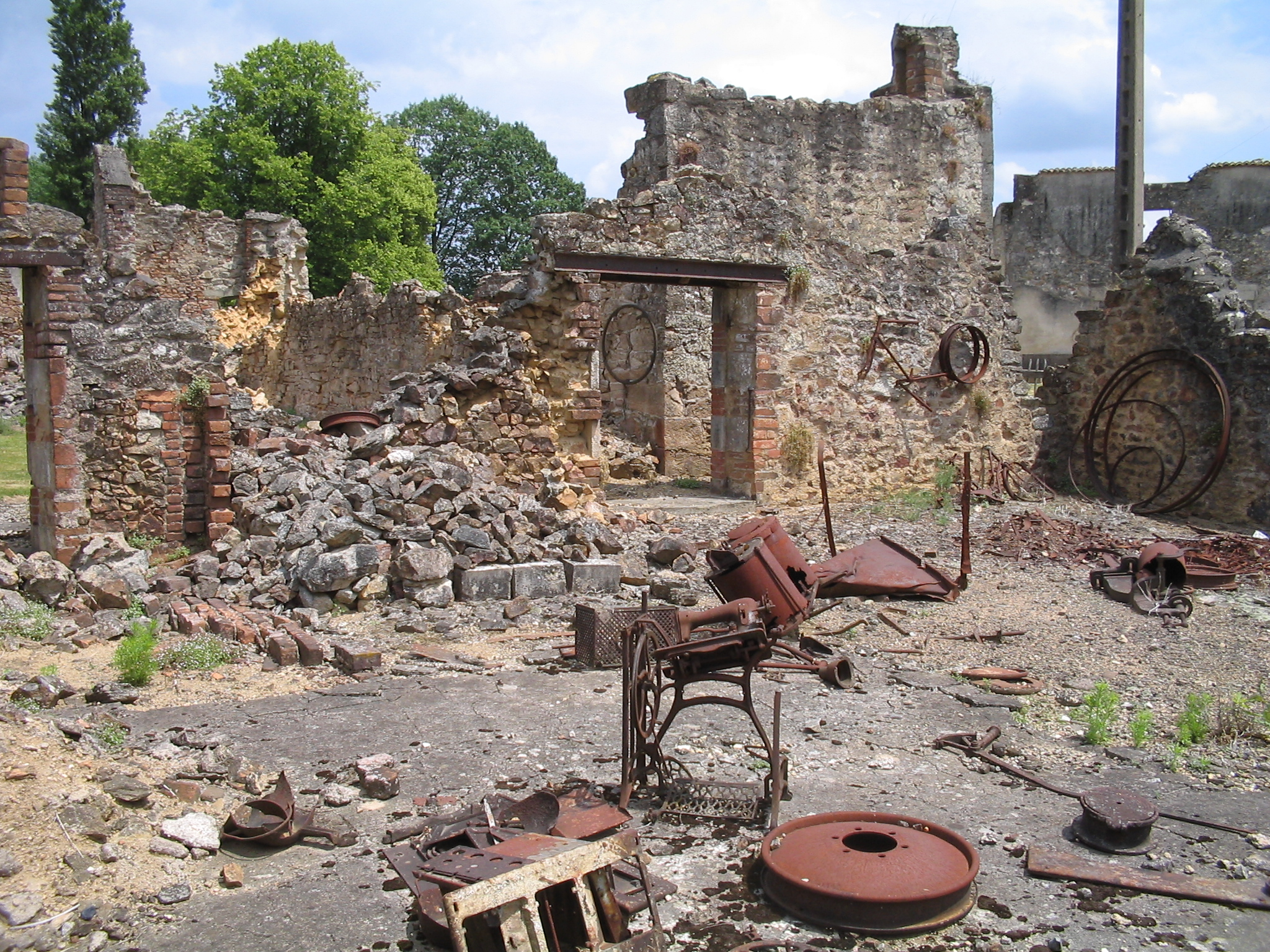
Interior d'una casa a Orador

La massacre d'Orador de Glana designa la destrucció, el 10 de juny de 1944, d'aquesta vila situada al departament de l'Alta Viena, al voltant de vint kilòmetres al nord-oest de Llemotges, i la massacre de la seva població (642 víctimes), per un destacament del 1r batalló del 4t regiment de Panzergrenadier Der Führer pertanyent a la Panzerdivision Das Reich de les Waffen-SS. Fou la massacre de civils més grans comesa a França per les tropes alemanyes, molt similar a les massacres de Marzabotto i Distomo, perpetrades també el 10 de juny de 1944, mentre tenia lloc la batalla de Normandia. A la vegada foren destruïts la major part dels edificis i infraestructures del poble després de saquejar-los i incendiar-los.
Fins a l'any 2019 es coneixia l'assassinat de 642 persones, comptant 190 homes afusellats, 245 dones i 207 nens metrallats i cremats a l'església, gairebé tots els habitants presents a la vila. L'any 2019 es va identificar la víctima 643 gràcies al treball del professor David Ferrer Revull: l'aragonesa Ramona Domínguez Gil (Mianos, 1871), l'espanyola número 19.

## El símbol
El testimoni de les escasses víctimes supervivents va permetre una reconstrucció dels fets, però la mort o desaparició en combats posteriors de la major part dels soldats i oficials que van participar en la matança, ha alimentat diferents teories sobre les raons per les quals va ser triada aquesta població o de les motivacions dels atacants. En qualsevol cas Orador, irrellevant des del punt de vista militar i sense relació directa amb cap acció prèvia, va ser escenari en el front occidental de les particulars pràctiques de terror i violència aplicades pels nazis en el marc de la política de Guerra Total, experimentades ja en el front de l'est obert des de 1941, amb la finalitat d'intimidar l'oposició de la població civil i l'acció dels partisans i guerrillers, agrupats a França sota la Resistència.
Al final de la guerra, les ruïnes de la població van ser mantingudes en el seu estat per ordre del govern francès de Charles de Gaulle, com a record d'aquest crim i símbol dels sofriments causats per l'ocupació nazi, esdevenint un símbol a l'altura d'altres viles europees objecte de similars atacs com Lidice o Marzabotto, alhora que pretenia crear un lloc de reconciliació i unitat nacional:
| «                                                             | Orador de Glana és el símbol de les dissorts de la pàtria. Convé preservar el seu record, ja que cal que mai més es repeteixi una desgràcia com aquesta. ("Oradour-sur-Glane est le symbole des malheurs de la patrie. Il convient d'en conserver le souvenir, car il ne faut plus jamais qu'un pareil malheur ne se reproduise.") | » |
| — Discurs de Charles de Gaulle, Orador de Glana, març de 1945 | |   |

No obstant això, l'anomenat Procés d'Orador de Glana, celebrat pel Tribunal Militar de Bordeus el gener de 1953, va generar una profunda divisió en la societat francesa i la seva resolució va esdevenir un assumpte d'Estat. Instruït amb certes deficiències a causa de la seva complexitat, el procés va ser desenvolupat enmig d'una gran controvèrsia, en realitzar-se en absència dels principals oficials responsables de la unitat, com Adolf Diekmann, oficial directe al comandament de l'atac que va morir a Normandia poques setmanes després, i per trobar-se entre els acusats diversos soldats reclutats per les SS d'origen alsacià, pertanyents al col·lectiu conegut com els Malgré-Nous i que va provocar les protestes dels representants polítics i de la població alsaciana, enfrontada a les reclamacions d'una sentència severa per l'opinió pública del Llemosí i dels comunistes, antics resistents. La voluntat d'unitat de sectors del gaullisme i del socialisme francès, va decidir que finalment s'optés per una condemna i la posterior declaració d'amnistia dels Malgré-Nous, però no es va poder evitar el rebuig dels representants de les víctimes i les difícils relacions posteriors entre les regions de Llemosí i Alsàcia, fins que la reconciliació entre ambdues va ser representada el 1994 durant la visita oficial de l'alcalde d'Estrasburg al lloc d'Oradour.
Un nou procés va ser obert el 1983 per la justícia de la República Democràtica Alemanya contra l'Obersturmführer Heinz Barth, cap d'una de les seccions de la companyia i jutjat en rebel·lia a Bordeus, resultant condemnat a cadena perpètua però posteriorment alliberat per motius de salut, sense que fossin aportades noves dades o es revisessin les ja conegudes. El General Heinz Lammerding, responsable de la Divisió Das Reich i jutjat per l'episodi de Tula, comès la vespra del d'Orador, va morir el 1971 a Alemanya després d'haver portat una reeixida carrera empresarial beneficiant-se del marc jurídic que va impedir la seva extradició sol·licitada infructuosament per la justícia francesa. Altres responsables de la cadena de comandament com Erich Kahn, comandant d'una companyia, o Sylvester Stadler, cap del regiment, també van evitar el seu processament.

## Context

### Orador: un poble corrent del Llemosí
La comuna d'Orador de Glana, situada als marges del riu Glana, és sovint descrita com una localitat corrent del medi rural del Llemosí. i formava part del districte de Rechoard, trobant-se a uns 25 km al sud-oest del nucli a través de la carretera que enllaçava amb la veïna Sent Junian. Una altra carretera local la connectava amb la nacional N141 que comunicava amb la capital Llemotges, uns 25 km al sud-est i d'aquí, l'N20 connectava 100 km al sud amb Tula. A l'Oest limitava amb Nuèlh. El seu topònim Orador prové del llatí oratorium, i era compartit amb la localitat d'Orador de Vairas, situada al Sud de Rechoard.
Abans de la destrucció conservava el seu caràcter tradicional acollidor i afable, gaudint d'un paisatge agradable que havia estat fins i tot font d'inspiració per a diversos artistes des del segle xix, com el pintor paisatgista Camille Corot. En el nucli urbà, que agrupava edificacions realitzades amb cert gust i nombrosos comerços, destacava l'església, monument catalogat per la llavors Administració de Belles arts del Llemosí i testimoni del passat religiós de la comuna, la nau i la capella lateral dataven del segle xv, així com la seva torre-campanar fortificada del segle xvi. El nucli disposava de dos hotels els restaurants dels quals eren molt freqüentats pels veïns, i que solien albergar als visitants aficionats a la pesca del riu Glana.
Segons el cens de 1936, tenia 1.574 habitants, dels quals 330 vivien al nucli urbà. La Segona Guerra Mundial i les operacions de la batalla de França en la primavera de 1940 van augmentar aquesta població en acollir a refugiats, igual que la resta de la regió de Llemosí, provinents de les regions del nord i est, properes als fronts de combat. Després de l'armistici de 1940, va quedar adscrita a la zona sota control del Govern de Vichy.
El 1944 Orador acollia especialment a un nodrit grup de pensionistes i refugiats de les classes acomodades, juntament amb nens d'originaris del Migdia-Pirineus i de la Provença, així com diverses famílies d'espanyols refugiats del règim de Franco, alsacians, lorenesos i jueus. Malgrat l'increment demogràfic, la seva economia, centrada en un sector agrícola excedentari i en la ramaderia, va evitar a la població els problemes de proveïment, servint fins i tot de centre d'aprovisionament a les comunes veïnes i de la capital Llemotges, a uns 25 km al sud, que disposaven del servei de tramvia per als seus desplaçaments. En línies generals, els autors destaquen que s'havia establert entre els veïns i refugiats una impressió de vida en seguretat i tranquil·litat, reforçada per l'absència d'activitat guerrillera per part del maquis.
El matí del dissabte 10 de juny, hi havia a Oradour de Glana una particular afluència de veïns propis i refugiats, convocats per la celebració d'una visita mèdica per als nens i per una distribució de tabac, així com de forasters en descans de cap de setmana. A l'hora de l'esmorzar, els restaurants dels hotels eren a vessar, principalment de pensionistes, mentre que els professors dels dos grups escolars d'Orador, que comptaven amb 191 inscrits, es preparaven per a la tornada a les classes de la tarda.

### Les Waffen-SS i la divisió Das Reich

Insígnia de la 2a Divisió SS Panzer Das Reich

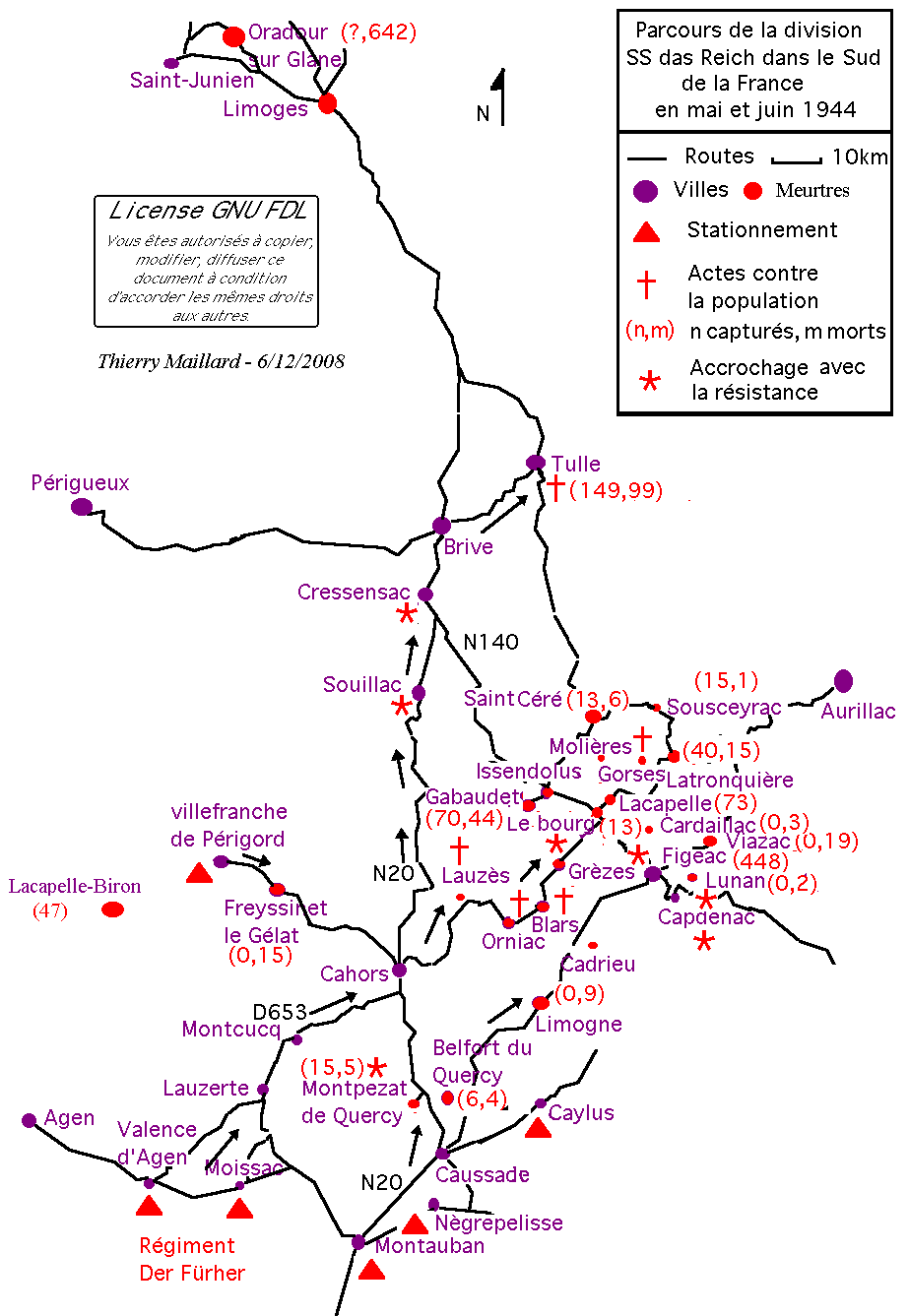
Recorregut de la 2a panzerdivision SS Das Reich maig i juny de 1944

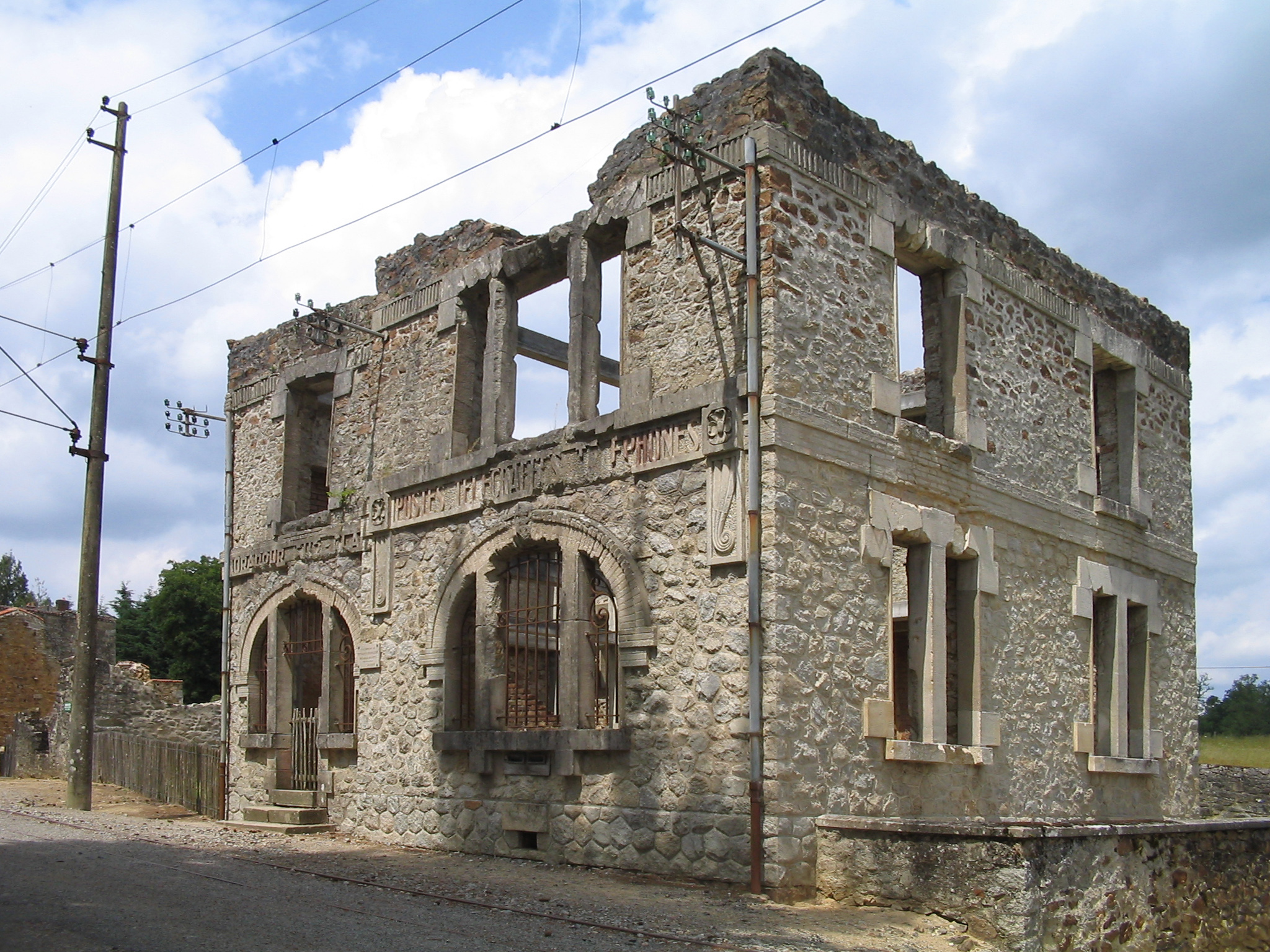
Oficina de correus d'Orador

Les Waffen-SS conformaven juntament amb l'Allgemeine-SS, que incloïa també la Gestapo, l'organització de les SS, organització paramilitar del partit nazi dirigida des de 1929 per Heinrich Himmler i un dels pilars de l'Estat nacionalsocialista alemany. A partir de març de 1940, van ser integrades en les forces armades, operacionalment enquadrades en la Wehrmacht o exèrcit regular. Proveïdes dels mitjans militars necessaris per al seu ús com a cos d'elit, les Waffen-SS arribaren a constituir 39 divisions de combat, els quadres de comandament i oficials de la qual, a diferència dels de l'exèrcit regular, eren membres seleccionats del partit nazi específicament adoctrinats en les teories de superioritat racial i l'obediència al Führer en escoles exclusives. Encara que gran part les tropes de les Waffen-SS estaven constituïdes per voluntaris alemanys, l'atac a la Unió Soviètica el 1941 i el posterior esdevenir de la guerra van generalitzar la integració de voluntaris de nacionalitats estrangeres i finalment, de forçats. Les Waffen-SS van participar en les principals batalles i accions de guerra de tots els fronts, i foren també el braç executor de les polítiques característiques de violència i repressió criminal establertes pel Tercer Reich i així, responsables de la custòdia dels camps de concentració, de l'aplicació de la Solució Final, de l'assassinat massiu d'opositors polítics, partisans, presoners de guerra i en general, dels actes d'abusos contra de la població civil dels territoris ocupats. El 1946, les Waffen-SS van ser jutjades i declarades organització criminal durant els Judicis de Nuremberg.

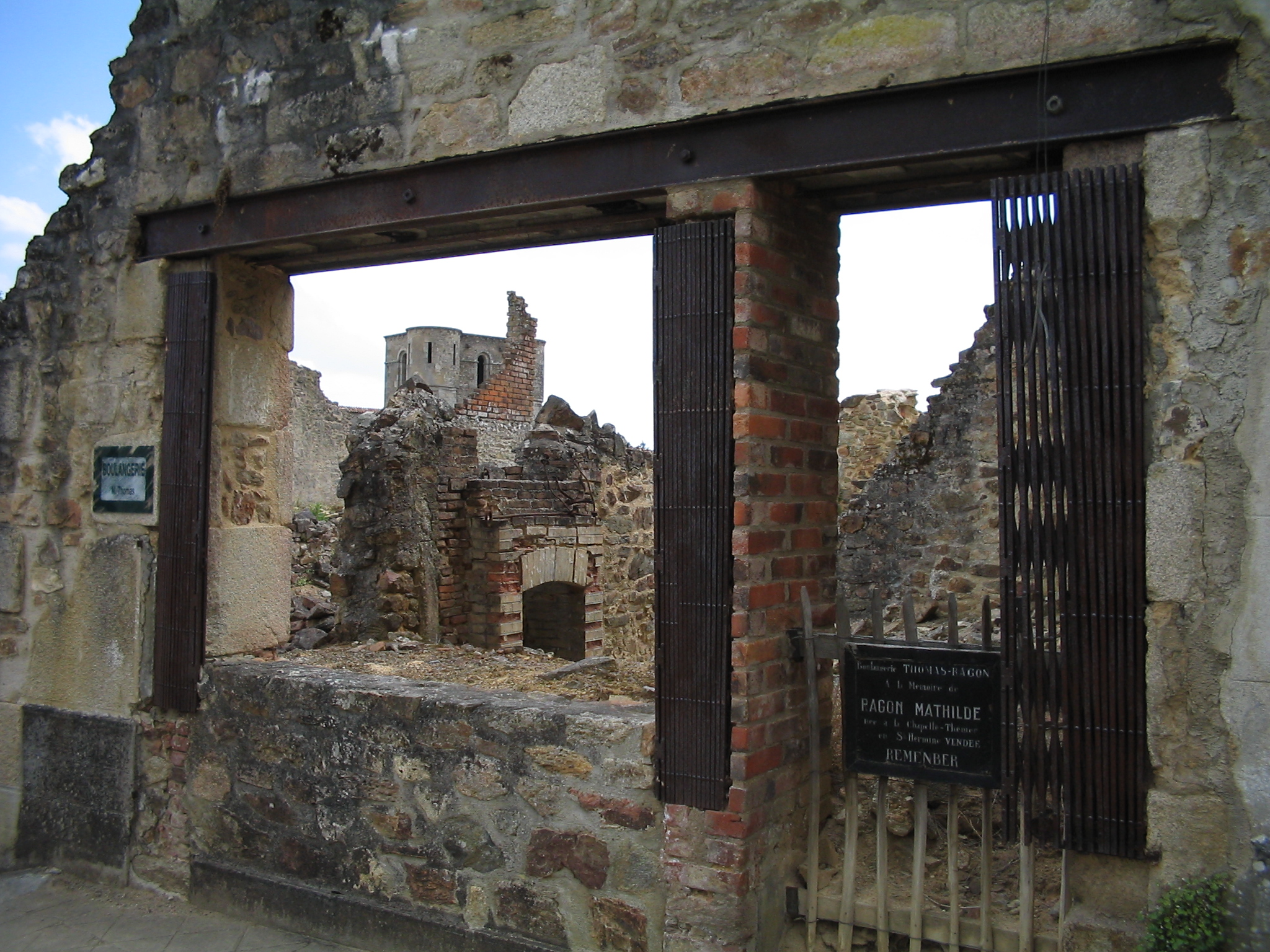
El forn de pa

L'origen de la 2a Waffen-SS Panzerdivision Das Reich es remunta a les campanyes dels Països Baixos i França de 1940, quan va ser constituïda a partir d'unitats originàries de les primeres seccions militaritzades de les SS, les SS-Standarten. Inicialment fou preparada per a la invasió de Gran Bretanya, però la primavera de 1941 fou enviada a Romania, des d'on va participar en la invasió de Iugoslàvia i de Grècia, destacant en la presa de Belgrad l'abril de 1941. Poc després, va ser traslladada a Polònia en vistes de l'imminent atac a la Unió Soviètica, i va quedar integrada en el Grup d'Exèrcit Centre que va intervenir en la batalla de Yalnya, prop de Smolensk. El novembre de 1941, la Das Reich es troba en les proximitats de Moscou, on patirà nombroses baixes tant en combat com per acció del rigorós hivern rus, i serà en gran part retirada del front i enviada novament a França per a la seva reorganització i rearmament com a SS Panzer-Grenadier Division. El novembre de 1942, unitats de la Das Reich foren enviades a la zona lliure de França i intervingué en les fracassades operacions per a evitar l'enfonsament de la flota francesa a Toló. El 1943 torna al front oriental, intervenint en la batalla de Kursk, després de la qual és novament reconfigurada, aquesta vegada com a SS-Panzer-Division Das Reich i transferida a l'oest, a excepció d'una part que roman en el front amb el nom de Kampfgroup Lammerding. El Kampfgroup Lammerding va poder ser rescatat després d'haver estat envoltat per forces soviètiques l'hivern de 1943-44 i enviat a unir-se amb la resta de la Das Reich, si bé, quedaria a l'est una nova porció que amb el nom de Kampfgroup Weidinger, participaria en les maniobres de retirada entre Proskurov i Ternópill.
Durant el període de reorganització al sud-oest de França, en 1944 la Das Reich, enquadrada en el Grup d'Exèrcit G i comandada des de maig de 1944 pel general Johannes Blaskowitz, va anar acumulant retards en el calendari establert a causa de la seva implicació en altres tasques que les pròpiament de reestructuració com eren les de repressió de la Resistència, actitud defensada per Lammerding, i per la qual ja era conegut i criticat entre la jerarquia militar. Així, l'11 de maig de 1944, efectius de la Das Reich van participar simultàniament en accions de represàlia a les ciutats de Montpesat de Carcin, Sant Seren, Banhac, Cardalhac, Lausès, Cailutz, Cadriu, Frontenac, Fijac i Terron, on es van cometre abusos i actes de violència contra la població civil.

## França dividida: Vichy i la Resistència
En les setmanes precedents al desembarcament de Normandia de les forces aliades el 6 de juny de 1944, l'esforç de la Resistència va tenir com a objectiu incrementar l'activitat de sabotatge i la fustigació de les forces que l'exèrcit alemany mantenia en reserva a les zones interiors de França. La regió del massís Central es va convertir així en un dels problemes principals per a les tropes d'ocupació i del règim col·laborador de la França de Vichy.

## La Massacre

### El trajecte de la divisió Das Reich al Llemosí: repressió a Tula
El 5 de juny de 1944, Lammerding va remetre un informe a l'Alt Comandament del 58è Cos sobre la resistència, qualificada pels alemanys com a «grup terrorista». En aquell memoràndum, Lammerding proposava formalment una sèrie de mesures repressives i insistia en la necessitat propagandística de «criminalitzar» la Resistència, aïllant-la de la «comunitat nacional» i responsabilitzant-la de la repressió.
El 7 de juny, les forces del FTP atacaren la guarnició alemanya de Tula composta per soldats del 95è Regimient de seguretat i prenen el control de la ciutat. El 8 de juny, rebudes les notícies de l'atac a Tula i amb el front obert de la batalla de Normandia, l'alt comandament decidí la mobilització de la divisió Das Reich des de Montauban, junt amb la 189a Divisió d'Infanteria, per a prendre el control del 66è Cos de Reserva, al sector de Tula i Llemotges, amb l'objectiu de realitzar «un cop immediat per mitjà de forces poderoses». Aquesta mateixa tarda, el grup de combat format per 8.700 efectius aconsegueix el sector de la ciutat de Tula, cap on es dirigí un batalló de reconeixement del regiment Der Führer sota el comandament del major Heinrich Wulf. Després de recuperar el control de la ciutat, són descoberts els cossos de 139 alemanys morts, i es pren la decisió d'actuar en represàlia.
L'endemà, 9 de juny, sota la supervisió del major Kowatsch, homes civils francesos retinguts són seleccionats a l'atzar i executats forcats en balconades, arbres i fanals, a múltiples llocs de la ciutat amb l'exhibició pública dels seus cossos, Uns altres 20 homes del servei de guardavies són afusellats i diversos centenars arrestats per a la seva deportació a Alemanya Lammerding va declarar que quan es va presentar a Tula l'acció ja s'havia executat, apuntant al fet que la decisió de la represàlia en aquells termes hauria pres pel major Wulf o per l'oficial Albert Stuckler. Durant la jornada, les trobades entre resistents i les unitats de la Das Reich es multiplicaven pel sector de Tula.
Aquest mateix dia es concretaren les propostes de Lammerding del dia 5 en publicar-se l'ordre del dia del comandament de la Das Reich anomenada «Actitud pel que fa a les bandes guerrilleres i tàctiques per al seu combat», on s'especificaven l'abast i grau de la resposta mínima exigible davant les accions de la resistència. Per a l'investigador Keith Comess, aquesta i altres accions simultànies empreses per l'alt comandament alemany, l'OK-West, van assentar les bases que van desencadenar la implantació al front occidental de les tàctiques de repressió ja aplicades en els anys anteriors per les Waffen-SS en el front oriental i en particular per la Das Reich.
Una mica més al nord, a l'àrea de Llemotges, el mateix dia 9 de juny diferents unitats van prendre posicions a diversos llocs del Districte de Rechoard, instal·lant-se en la mateixa Rechoard, a la comuna d'Orador i a la de Sent Junian.
En Rechoard, el mateix dia 9 tingueren lloc diversos incidents provocats pels SS, sense que hi hagués hagut prèviament accions d'oposició dels resistents, que previnguts de l'arribada, van tenir temps d'abandonar el poble. L'alcalde fou retingut i interrogat, foren requisats els vehicles privats i es va respondre amb cops de fusell als veïns que s'atreviren a protestar. L'endemà al matí, des d'una posició de metralladora instal·lada en una torre del poble, foren tirotejats diversos transeünts i camperols, causant la mort a una anciana, mentre que un destacament sortit de Rechoart assassinà un obrer al que acusaren de ser de Lorena, a la veïna petita vila industrial de Salhac.
Simultàniament a aquests fets del dia 9 i del matí del 10 de juny, tenen lloc reunions entre els oficials principals Waffen-SS i la milícia francesa de Llemotges, que decideixen organitzar l'acció sobre Orador, aprofitant el desplaçament de la divisió des de Sent Junian a Nuèlh, on la hi espera per al dia 10 a la nit.
La resposta de l'exèrcit alemany al Desembarcament de Normandia del 6 de juny de 1944 i la consegüent batalla, va exigir la mobilització de les unitats de reserva, acantonades a diferents llocs de l'interior de França, exposant-se durant aquest trajecte cap al front de Normandia, a la fustigació per part de les forces de la Resistència en la seva tasca de sabotatge i suport a les forces aliades. La Divisió SS Das Reich, comandada pel general Lemmering i veterana del Front Oriental, va iniciar el seu desplaçament des de la regió de Tolosa de Llenguadoc, però una vegada aconseguí la zona del Llemosí, on l'activitat del maquis era particularment intensa, diverses de les seves unitats foren requerides per realitzar una operació de «neteja», d'acord amb les tècniques de repressió i terror sobre la població civil aplicades per les SS a les regions d'Europa oriental.

## Orador: 10 de juny de 1944
El relat dels detalls de la matança ha pogut reconstruir-se sobre la base del testimoniatge dels escassos civils supervivents, testimonis directes dels fets a diferents punts de la vila, difós des de llavors per nombrosos mitjans de comunicació internacionals. Cap a les 14:15 h, coincidint amb el final del dinar, una columna composta d'una desena de vehicles, 3 camions i 2 blindats semieruga va remuntar la via d'entrada a Orador des de la carretera de Llemotges i part dels 150 soldats comandats per Dickmann, vestits amb robes de camuflatge, va iniciar el seu desplegament pel nucli urbà mentre els dos blindats prenien posició enfront de l'església. Els militars van buscar el «tambour de ville», Jean Depierrefiche, que també era el ferrater, perquè recorregués els carrers convocant tothom a presentar-se a la plaça del mercat per a inspecció dels seus documents d'identificació. Mentrestant, altres soldats van anar a la recerca dels veïns que es trobaven als seus habitatges o llocs de treball; a alguns els van forçar amb brutalitat i brusquedat a dirigir-se al punt d'agrupament sense més miraments. Així, hi havia malalts trets del llit en pijama, o el forner Marcelin Thomas, dut encara cobert de farina i a la casa del qual van instal·lar el comandament des d'on es va dirigir la maniobra de reagrupament executada amb disciplina i mètode.
Al cap d'uns vint minuts i amb la plaça plena de gent, dels que un terç eren nens, el comandant es va dirigir mitjançant l'intèrpret a l'alcalde d'Orador. Acusant el poble de servir de dipòsit d'armes per a la guerrilla, Dickmann li va ordenar seleccionar 30 ostatges. L'alcalde va respondre rebutjant l'acusació, ja que la realitat era que no existien aquestes armes, i es va posar ell mateix a la disposició de l'oficial.
Els SS van procedir llavors a separar els homes de les dones i nens, per a portar-los en grup cap als afores del poble, mentre que aquests últims eren retinguts i conduïts cap a l'interior de l'església. La maniobra no havia acabat quan una granada de fum va explotar a l'església, fet que va desencadenar una reacció de pànic en les dones i nens, a la qual els SS van respondre cosint-los a trets amb metralladores. Van morir tots menys Maguerite Rouffanche, que va poder escapar per una finestra. L'explosió va servir també com a senyal acordat perquè els soldats apostats amb metralladores pesades als afores iniciessin l'afusellament dels homes agrupats; en acabar els soldats van caminar entre els cossos estesos per tal d'inspeccionar-los amb la pistola en mà i disparar contra els qui encara agonitzaven. Després, durant alguns dies, van agrupar els cadàvers i després de cobrir-los amb calç viva, els van calar foc mentre, de manera sistemàtica, van incendiar cadascun dels edificis del poble, fins a la marxa definitiva de la unitat cap al front de Normandia el 13 de juny.
Entre les víctimes hi havia 19 exiliats republicans espanyols de sis famílies amb nens petits, dels quals 13 eren catalans.

1 - Casa Dupic - 2 - Oficina de correus - 3 - Botiga de queviures - 4 - Parada d'autocar - 5 - Hotel - 6 - Taller Beaulieu - 7 - Granja Laudy - 8 - Granja Milord - 9 - Classe elemental - 10 - Escola dels refugiats lorenesos - 11 - Granja Bouchoule - 12 - Molí - 13 - Alcaldia - 14 - Llar d'infants - 15 - Granja Picat - 16 - Magatzem de vi Denis - 17 - Escola de noies - 18 - Garatge Desourteaux - 19 - Església - 20 - Amagatall de Marguerite Rouffanche

Una setmana després, l'edició de la revista Times es va fer ressò de la matança i en va publicar un relat, identificant el regiment responsable i formulant la hipòtesi de la possible confusió d'Orador de Glana amb Orador de Vairas, a uns 30 km al sud-est, on sí que s'apuntava a l'existència d'un dipòsit d'armes maquis.

## Processos judicials
Des de gener de 1953, en una vista que va durar prop d'un mes, van ser jutjats 65 militars supervivents de la unitat SS i acusats de la seva intervenció en la matança, dels quals solament 21 van poder ser presentats davant el tribunal, 14 alsacians i 7 alemanys, mentre que la resta van ser jutjats en rebel·lia.
Per l'assassinat dels 642 habitants d'Orador únicament dos dels acusats van ser condemnats a mort, a més de tots els jutjats en rebel·lia, entre els quals hi havia l'Obersturmführer Heinz Barth. La resta, excepte un cas d'absolució, va ser condemnat a penes de presó o de treballs forçats.
Al voltant del procés es va desenvolupar un ambient de profunda divisió a França. Els veredictes van provocar un intens moviment de protesta a Alsàcia, mentre que a la regió del Llemosí s'exigia un càstig sever. Les protestes a Alsàcia van propiciar que l'Assemblea Nacional Francesa aprovés, el 19 de febrer l'amnistia pels Malgré-Nous del procés, que van quedar immediatament lliures, excepte el condemnat a mort. Als cinc alemanys els van reduir les penes i van quedar lliures uns mesos després. Les dues penes capitals van ser commutades per cadena perpètua el setembre de 1954 i tots dos homes estaven lliures en 1959. Els jutjats en rebel·lia (amb l'excepció de Barth) no van tenir cap problema a partir d'aleshores.
El General Heinz Lammerding, responsable de la Divisió Das Reich va morir el 1971 a Alemanya després d'haver dut a terme una reeixida carrera empresarial.
Heinz Barth (1920-2007), que vivia a l'RDA i que mai havia ocultat la seva veritable identitat, va ser processat en 1983 pels seus crims a Orador com un dels oficials de major rang entre els qui van participar en la massacre, essent condemnat a cadena perpètua. A causa del seu estat de salut va quedar en llibertat el 1997. Barth també havia participat en la matança de Lidice (Bohèmia i Moràvia), el 1942.

## El Memorial d'Orador

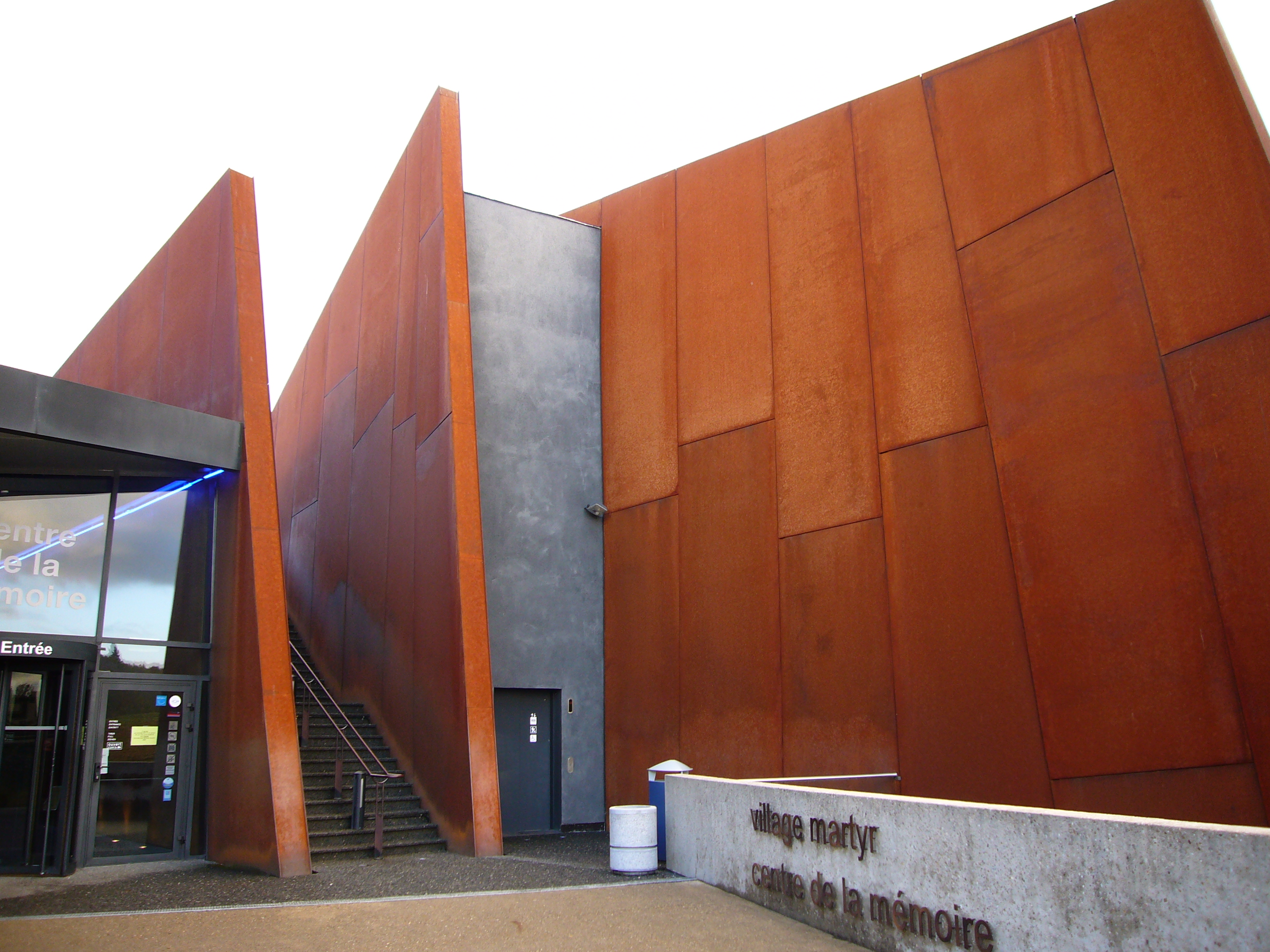
Entrada al Centre de la mémoire d'Oradour-sur-Glane, inaugurat el 1999 pel president de la República Jacques Chirac.

La constitució del Centre de la mémoire d'Oradour-sur-Glane es remunta a finals dels anys 1980 quan va ser presentat el projecte sota els auspicis de les autoritats regionals i la iniciativa de l'Association nationale des Familles des Martyrs d'Oradour-sur-Glane. Inaugurat el 16 de juliol de 1999, l'edifici del memorial, construït en un estil contemporani a imatge d'altres centres similars a França, allotja un espai per a l'exposició permanent i sales annexes per a l'exhibició de mostres temporals i des de l'any 2002, ha rebut la visita de més de 300.000 persones. El centre coopera activament amb altres organismes internacionals, com el Servei Austríac de la Memòria.

## Filmografia
- (castellà) Oradour, pueblo mártir, UNED, 2002, Documental de la UNED, emès per TVE 2 l'octubre de 2002. Realització de Gilbert Rigaud i guió de Benito Bermejo.